# حزب رستاخیز (تاجیکستان)
حزب رستاخیز (به تاجیکی: Растохез) یک حزب سیاسی در کشور تاجیکستان در طی سال‌های استقلال و جنگ داخلی (۱۹۸۹–۱۹۹۷) بود.
این حزب در ۱۴ سپتامبر ۱۹۸۹، توسط اعضای روشنفکر تاجیکستان، از جمله طاهر عبدالجبار، با یک برنامه و ایدئولوژی ملی گرایانه، سکولار و لیبرال دموکراتیک تأسیس شد.
موقعیت برجسته حزب رستاخیز در مخالفت با حزب حاکم کمونیست تاجیکستان باعث شدکه این حزب به قطب اصلی شورش‌های دوشنبه در فوریه ۱۹۹۰ تبدیل شود. بعدها فعالیت این حزب ممنوع شد، که پیروزی کامل کمونیست‌ها را در انتخابات آینده تضمین می‌کرد.
در طی سال‌های بعدی و جنگ داخلی تاجیکستان، رستاخیز که به عنوان حزب زیرزمینی شناخته می‌شد به هنزا و نیز حزب دموکرات با همین تفکر، همراه با گروه‌های اسلامی بیشتری در اپوزیسیون متحد تاجیک شرکت کردند. این حزب همزمان با شرکت دز اوپوزیسیون فعالیت خود را متوقف کرد، اعضای این حزب در زمان پیمان صلح (ژوئن ۱۹۹۷) به حزب دموکرات پیوستند.